# Nationaal park Magura
Nationaal Park Magura (Pools: Magurski Park Narodowy) is een nationaal park gelegen in het zuidoosten van Polen tegen de grens met Slowakije. Het park is opgericht in 1995. Het park strekt zich uit over de woiwodschappen Klein-Polen en Subkarpaten. Het grootste gedeelte, zo'n 185 km², bestaat uit bos.

## Flora en fauna
Het park is erg rijk aan flora en fauna: er leven ongeveer 800 soorten planten, 463 soorten paddenstoelen en bijna 200 soorten dieren (insecten en ongewervelden niet meegeteld), waaronder 57 zoogdieren, 117 vogels, 12 vissen en 15 soorten amfibieën en reptielen. Van de 800 soorten planten staan er twaalf op de Poolse Rode Lijst.

### Planten
In het park komen bijna 800 soorten planten voor, waarvan er 11 sterk bedreigd worden. Onder deze 800 komen een tamelijk groot aantal (bijna 10%) typische bergplanten voor, zo’n 75 soorten. Enkele voorbeelden van deze typische bergplanten zijn Cicerbita alpina, Doronicum austriacum, Alchemilla crinita en Caltha laeta.
Een andere categorie planten die veel voorkomt in het park zijn de xerofyten, planten die aangepast zijn aan omstandigheden waarin weinig vocht voorhanden is. Voorbeelden hiervan zijn heidezenegroen (Ajuga genevensis) en zuurbes (Berberis vulgaris).

### Zoogdieren
In het park leven 57 soorten zoogdieren. De meeste bedreigde van deze zijn de lynx (Lynx lynx) en de wilde kat (Felis silvestris). De wilde kat komt in Polen slechts voor in de Karpaten en de lynx behalve in de Karpaten slechts nog in het noordoosten van het land. Verder komt de bruine beer (Ursus arctos) voor in de Karpaten met een stabiele populatie van ongeveer 100 exemplaren. Ook komt er een kleine populatie wolven voor. Andere zoogdieren die onder andere voorkomen zijn de bever, de eland, het edelhert, het wild zwijn, de otter, de boommarter, de steenmarter en de haas.

### Vogels
In het Magura Nationaal Park leven 117 verschillende soorten vogels. Opvallend zijn de aantallen roofvogels in het park. Van de 19 soorten Poolse roofvogels komen er 13 voor in de Karpaten en broeden er 8 in het park. De meest voorkomende is de buizerd (Buteo buteo). Als tweede komt de schreeuwarend (Aquila pomarina) met zo’n 23 paren per 100 km². Andere soorten vogels die voorkomen zijn de sperwer, zwarte ooievaar, steenarend, wespendief, boomvalk, dwerguil, ransuil, steenuil, kerkuil en torenvalk. Verder is het aantal broedparen van 60 per 100 km² van de Oeraluil spectaculair.

### Reptielen en amfibieën
Er komen 15 soorten amfibieën en reptielen voor in het park, waaronder 5 soorten salamanders en 5 soorten kikkers. De meest bijzondere is de voor de Karpaten endemische Karpatensalamander (Lissotriton montandoni). Verder komen de Alpenwatersalamander (Mesotriton alpestris), de vuursalamander (Salamandra salamandra), de kamsalamander (Triturus cristatus) en de kleine watersalamander (Lissotriton vulgaris) voor.
Van de kikkers komen de gewone pad (Bufo bufo), de geelbuikvuurpad (Bombina variegata), de bruine kikker (Rana temporaria), de boomkikker (Hyla arborea) en de groene pad (Pseudepidalea viridis) voor.
Reptielen die voorkomen zijn 3 soorten hagedissen en 2 soorten slangen. Dit zijn de levendbarende hagedis (Zootoca vivipara), de zandhagedis (Lacerta agilis) en de hazelworm (Anguis fragilis), deze laatste soort lijkt op een slang maar is in feite een pootloze hagedis. Slangen die voorkomen zijn de adder (Vipera berus) en de ringslang (Natrix natrix), de gladde slang (Coronella austriaca) is eenmaal waargenomen.

### Insecten
De grootste groep dieren die in het nationaal park voorkomen, vormen de insecten. Een van de groepen die in groten getale voorkomen zijn de vlinders. In totaal zijn 81 soorten vlinders in het park vastgesteld. Een aantal van deze soorten zijn de koninginnenpage, het donker pimpernelblauwtje, de kleine weerschijnvlinder, de zwarte apollovlinder en de grote ijsvogelvlinder.
Verder komen onder andere 15 soorten hommels en 6 soorten koekoekshommels voor, die afkomen op de vele soorten planten in het nationaal park.